# Shimanto (thị trấn)
Shimanto (四万十町 Shimanto-chō) là thị trấn thuộc huyện Takaoka, tỉnh Kōchi, Nhật Bản. Tính đến ngày 1 tháng 10 năm 2020, dân số ước tính thị trấn là 15.607 người và mật độ dân số là 24 người/km2. Tổng diện tích thị trấn là 642,3 km2.

## Địa lý

### Đô thị lân cận
- Kōchi
  - Shimanto
  - Kuroshio
  - Nakatosa
  - Tsuno
  - Yusuhara
- Ehime
  - Kihoku
  - Matsuno

### Khí hậu
| Dữ liệu khí hậu của Kubokawa, Shimanto, Kōchi | Dữ liệu khí hậu của Kubokawa, Shimanto, Kōchi | Dữ liệu khí hậu của Kubokawa, Shimanto, Kōchi | Dữ liệu khí hậu của Kubokawa, Shimanto, Kōchi | Dữ liệu khí hậu của Kubokawa, Shimanto, Kōchi | Dữ liệu khí hậu của Kubokawa, Shimanto, Kōchi | Dữ liệu khí hậu của Kubokawa, Shimanto, Kōchi | Dữ liệu khí hậu của Kubokawa, Shimanto, Kōchi | Dữ liệu khí hậu của Kubokawa, Shimanto, Kōchi | Dữ liệu khí hậu của Kubokawa, Shimanto, Kōchi | Dữ liệu khí hậu của Kubokawa, Shimanto, Kōchi | Dữ liệu khí hậu của Kubokawa, Shimanto, Kōchi | Dữ liệu khí hậu của Kubokawa, Shimanto, Kōchi | Dữ liệu khí hậu của Kubokawa, Shimanto, Kōchi |
| Tháng                                         | 1                                             | 2                                             | 3                                             | 4                                             | 5                                             | 6                                             | 7                                             | 8                                             | 9                                             | 10                                            | 11                                            | 12                                            | Năm                                           |
| --------------------------------------------- | --------------------------------------------- | --------------------------------------------- | --------------------------------------------- | --------------------------------------------- | --------------------------------------------- | --------------------------------------------- | --------------------------------------------- | --------------------------------------------- | --------------------------------------------- | --------------------------------------------- | --------------------------------------------- | --------------------------------------------- | --------------------------------------------- |
| Cao kỉ lục °C (°F)                            | 21.2 (70.2)                                   | 23.0 (73.4)                                   | 27.0 (80.6)                                   | 31.2 (88.2)                                   | 33.0 (91.4)                                   | 33.6 (92.5)                                   | 38.0 (100.4)                                  | 38.8 (101.8)                                  | 36.4 (97.5)                                   | 31.3 (88.3)                                   | 26.1 (79.0)                                   | 22.1 (71.8)                                   | 38.8 (101.8)                                  |
| Trung bình ngày tối đa °C (°F)                | 10.6 (51.1)                                   | 11.9 (53.4)                                   | 15.2 (59.4)                                   | 19.9 (67.8)                                   | 23.9 (75.0)                                   | 26.1 (79.0)                                   | 30.4 (86.7)                                   | 31.0 (87.8)                                   | 28.0 (82.4)                                   | 23.6 (74.5)                                   | 18.2 (64.8)                                   | 12.8 (55.0)                                   | 21.0 (69.7)                                   |
| Trung bình ngày °C (°F)                       | 4.2 (39.6)                                    | 5.3 (41.5)                                    | 8.8 (47.8)                                    | 13.6 (56.5)                                   | 18.1 (64.6)                                   | 21.4 (70.5)                                   | 25.4 (77.7)                                   | 25.9 (78.6)                                   | 22.7 (72.9)                                   | 17.2 (63.0)                                   | 11.4 (52.5)                                   | 6.1 (43.0)                                    | 15.0 (59.0)                                   |
| Tối thiểu trung bình ngày °C (°F)             | −1.1 (30.0)                                   | −0.3 (31.5)                                   | 2.9 (37.2)                                    | 7.6 (45.7)                                    | 12.9 (55.2)                                   | 17.7 (63.9)                                   | 21.7 (71.1)                                   | 22.2 (72.0)                                   | 18.9 (66.0)                                   | 12.4 (54.3)                                   | 6.1 (43.0)                                    | 0.7 (33.3)                                    | 10.1 (50.3)                                   |
| Thấp kỉ lục °C (°F)                           | −8.5 (16.7)                                   | −8.9 (16.0)                                   | −7.0 (19.4)                                   | −2.5 (27.5)                                   | 2.5 (36.5)                                    | 8.4 (47.1)                                    | 14.1 (57.4)                                   | 13.7 (56.7)                                   | 7.3 (45.1)                                    | 0.2 (32.4)                                    | −3.9 (25.0)                                   | −8.9 (16.0)                                   | −8.9 (16.0)                                   |
| Lượng Giáng thủy trung bình mm (inches)       | 84.7 (3.33)                                   | 115.8 (4.56)                                  | 207.1 (8.15)                                  | 253.9 (10.00)                                 | 308.7 (12.15)                                 | 425.8 (16.76)                                 | 377.9 (14.88)                                 | 415.9 (16.37)                                 | 524.8 (20.66)                                 | 281.4 (11.08)                                 | 158.3 (6.23)                                  | 96.9 (3.81)                                   | 3.251 (127.99)                                |
| Số ngày giáng thủy trung bình (≥ 1.0 mm)      | 7.2                                           | 8.2                                           | 11.1                                          | 10.5                                          | 10.9                                          | 15.2                                          | 13.4                                          | 13.5                                          | 14.0                                          | 9.5                                           | 8.1                                           | 7.5                                           | 129.1                                         |
| Số giờ nắng trung bình tháng                  | 173.8                                         | 166.1                                         | 188.6                                         | 190.4                                         | 186.8                                         | 123.8                                         | 168.6                                         | 191.5                                         | 140.2                                         | 168.9                                         | 160.9                                         | 172.4                                         | 2.035,8                                       |
| Nguồn: Cục Khí tượng Nhật Bản                 |                                               |                                               |                                               |                                               |                                               |                                               |                                               |                                               |                                               |                                               |                                               |                                               |                                               |